# Esben Rohde Kristensen
Esben Rohde Kristensen, född 1969, är en dansk nationalsocialist och ordförande för Danmarks Nationalsocialistiske Bevægelse, DNSB.

## Liv och karriär
Esben Rohde Kristensen har vid flera tillfällen dömts för olika brott. År 1999 dömdes han till 40 dagars fängelse för misshandel av en autonom som med hjälp av en yxa försökte bryta sig in DNSB:s tidigare högkvarter. År 2000 skrek han "nigger" efter Sydafrikas dåvarande president Thabo Mbeki.
I oktober 2010 blev Kristensen vald till ordförande för Danmarks Nationalsocialistiske Bevægelse efter att den tidigare ordföranden Jonni Hansen som efter 20 år lämnade posten. Vid sitt tillträde förklarade Kristensen att allt skulle fortsätta på samma sätt som tidigare, men som ordförande möttes han efter hand av intern kritik vilket ledde till att en krets runt Daniel Carlsen valde att gå ur partiet och istället bilda Danskernes Parti i april 2011. Samtidigt kritiserade Carlsen Kristensen offentligt och menade att han hade kört DNSB i botten.
År 2011 kommenterade Kristensen Lars von Triers uttalande om Adolf Hitler på Filmfestivalen i Cannes. Till tidningen BT sade han att; "Självklart är det modigt. Om det nu var menat som kritik mot judarna var det modigt, för judarna är det enda man inte får kritisera. Det beror på att de har alltför stort inflytande i väst. Det finns en otrolig dubbelmoral kring Förintelsen. Om Lars von Trier hade sagt att han sympatiserade med Stalin, som dödade 20 miljoner människor, hade ingen lyft på ögonbrynet"
Vid en demonstration i Köpenhamn, arrangerad av Danmarks Nationale Front 2014, blev Kristensen och flera andra överfallna och misshandlade av autonoma.